# Upplands runinskrifter 586
Upplands runinskrifter 586 är en vikingatida runsten av granit i Bro, Edsbro socken och Norrtälje kommun. Runstenen är 1,55 meter hög och intill 0,94 meter bred. Flera fragment som hör till runstenen har hittats under 1900-talet.

## Inskriften
Translitterering av runraden:
× kunbirn × uk × osbirn × uk × [sikuatr · þiʀ × lit](u) [×] (r)(i)sa × s[t](i)(n) × [þin]a × iftiʀ × t(u)ka × faþur sin × ku[þ](a)(n) × ku(þ) ial(b)[i × ans × -]t uk × salu bitr × þan × an × karþi × til × ulm×f(r)[i](ʀ) lit × kra br(u)
Normalisering till runsvenska:
Gunnbiorn ok Asbiorn ok Sighvatr þæiʀ letu ræisa stæin þenna æftiʀ Toka, faður sinn goðan. Guð hialpi hans [a]nd ok salu bætr þan hann gærði til. Holmfriðr let gærva bro.
Översättning till nusvenska:
Gunnbjörn och Åsbjörn och Sigvat de läto resa denna sten efter Toke, sin gode fader. Gud hjälpe hans ande och själ bättre än han förtjänade. Holmfrid lät göra bron.